# Aluniș, Argeș
Aluniș este un sat în comuna Mioarele din județul Argeș, Muntenia, România.